# Sordid Little Symphonies
A Sordid Little Symphonies a Heaven Street Seven együttes 2007-ben megjelent, tizedik albuma. A 2006-os Tudom, hogy szeretsz titokban című albumuk angol változata. Külföld felé való nyitásként készítették így is el, eredménye egy Európa-turné lett.

## Dalok listája
1. Fever
2. Do The Prick
3. The Flow
4. No Sad Song
5. Spoilsport
6. Frances
7. Heaven Never Knows
8. Really What You Are
9. Smudgy Winter Morning
10. O Walter
11. Faith Test
12. L.I.A.R.